# San Francisco de Opalaca
San Francisco de Opalaca es un municipio del departamento de Intibucá en la República de Honduras.

## Toponimia
Su nombre es en honor a Francisco de Asis, santo de la iglesia católica y por su ubicación en la Sierra de Puca Opalaca.

## Límites
| Orientación | Límite                                              |
| ----------- | --------------------------------------------------- |
| Norte       | Municipio de San Francisco de Ojuera, Santa Bárbara |
| Norte       | Municipio de La Esperanza, Intibucá                 |
| Sur         | Municipio de Yamaranguila, Intibucá                 |
| Sur         | Municipio de San Miguel Guancapla, Intibucá         |
| Este        | Municipio de Intibucá, Intibucá                     |
| Oeste       | Municipio de La Iguala, Lempira.                    |
| Oeste       | Municipio de Belén, Lempira                         |

## Historia
En 1994, fundado con cabecera del municipio en la Aldea de Monte Verde.

## División Política
Aldeas: 8
Caseríos: 78
| Código | Aldea                                  |
| ------ | -------------------------------------- |
| 101701 | San Francisco de Opalaca o Monte Verde |
| 101702 | Agua Sucia                             |
| 101703 | El Naranjo o Santa Lucía               |
| 101704 | El Zacatal o Suyapa                    |
| 101705 | La Ceibita                             |
| 101706 | La Chorrera Áspera                     |
| 101707 | Ojos de Agua                           |
| 101708 | Plan de Barrios                        |

Comunidades y barrios de cada sector:
1- Ojos de Agua (sector)
1- El Naranjo (sector)
1- El Zacatal Suyapa (sector)
2- Wansauce
2- El Pinal
2- El Venado
-Los Cedros (caserío de Guansauce)
3- Lajitas
3- Agua Sucia
3- San Lorenzo
4- El Rosario
4- Chorrera Áspera
4- Piedra Rayada
- El Bijagual Caserío de El Rosario
- Las Travecias (caserío de Chorrera)
5- Plan de Barrios
-El Zapotillo (caserío de Plan de Barrio)